# Sayat-Nová

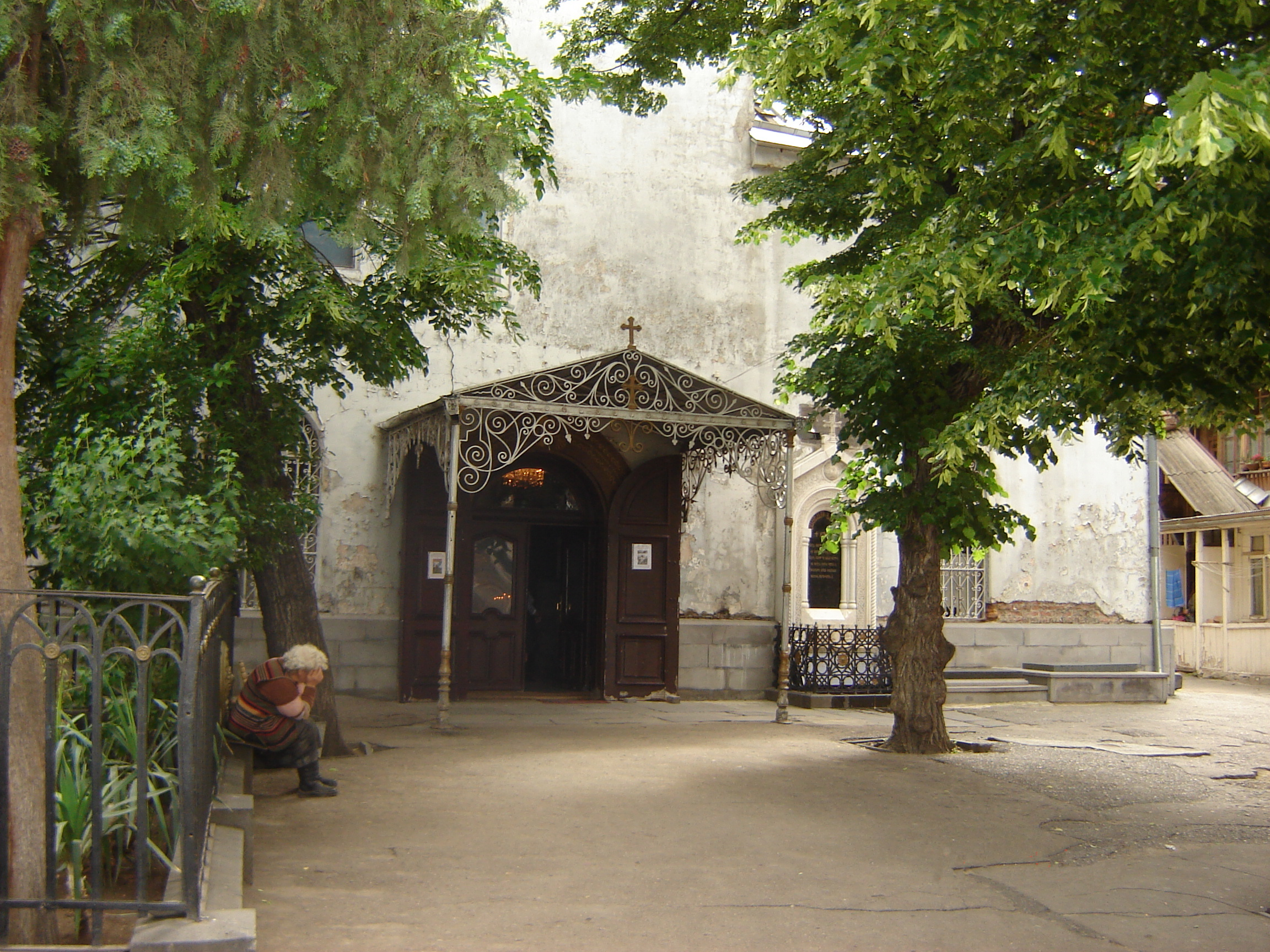
La tumba de Sayat Nová en la Catedral de San Jorge en Tiflis.

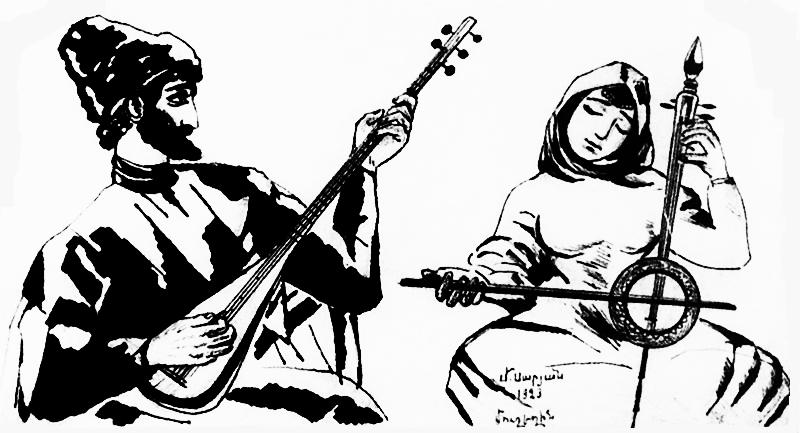
Sayat-Nová tocando un instrumento.

Sayat-Nová (en armenio: Սայաթ-Նովա; en azerí: Sayat Nova / سایات‌ نووا; en persa: سید‌ نوا‎; en georgiano: საიათ-ნოვა), nacido como Harutyun Sayatyan (en armenio: Հարություն Սայադյան) el 14 de junio de 1712 en Tiflis y fallecido  el 22 de septiembre de 1795 en Haghpat, fue un poeta, músico y ashik armenio que hizo composiciones en muchas lenguas. Su nombre adoptado Sayat Nová significa «Maestro de los Cantares» en persa.

## Biografía
La madre de Sayat-Nová, Sara, nació en Tiflis, y su padre, Karapet, ya sea en Alepo o Adana. Él mismo nació en Tbilisi. Sayat Nová era experto en escribir poesía, cantar y tocar la Kamancheh, Chonguri, Tambur. Se realizó en el patio de Erekle II de Georgia, donde también trabajó como diplomático y, al parecer, ayudó a forjar una alianza entre Georgia, Armenia y Shirvan contra el Imperio Persa. Perdió su puesto en la corte real cuando se enamoró de la hermana del rey, y pasó el resto de su vida como un bardo itinerante.
En 1759 fue ordenado como sacerdote en la Iglesia Apostólica Armenia. Su esposa, Marmar, murió en 1768, dejando tras de sí cuatro hijos. Sirvió en varias localizaciones incluyendo Tbilisi y el monasterio de Haghpat. En 1795 fue asesinado en el monasterio por el ejército invasor de Mohammad Khan Qajar, el Sha de Irán, por negarse a renunciar al cristianismo y convertirse al islam. Está enterrado en la Catedral de San Jorge, de Tiflis.

## Legado
Cerca de 220 canciones se han atribuido a Sayat-Nová, a pesar de que puede haber escrito miles de canciones más. Sus composiciones adoptan la forma de canciones tradicionales armenias. Escribió mayoría de sus obras en azerbaiyano, pero también escribió en armenio, georgiano y persa. Escribió todos sus poemas conocidos utilizando el alfabeto georgiano. Algunas de sus canciones se cantan en la actualidad.
En Armenia, Sayat Nová se considera un gran poeta que hizo una contribución considerable a la poesía armenia de su siglo. Aunque vivió toda su vida en una sociedad profundamente religiosa, sus poemas son en su mayoría secular y completa del expresionismo romántico.

## En la cultura popular
Sayat-Nová es considerado por muchos como el más grande ashik (cantautor) que ha vivido en el Cáucaso.
- El compositor Alexander Arutiunian escribió una ópera llamada «Sayat Nová».
- La película armenia de 1968 Sayat Nová dirigida por Sergei Paradjanov sigue la trayectoria del poeta desde su infancia pasando por su papel como cortesano y, finalmente, su vida como monje. Fue lanzado en los Estados Unidos bajo el título El color de la granada. No es tanto una biografía de Sayat Nová, pero una serie de tableaux vivants de los rituales de Armenia traje, bordado y religiosas intercaladas con escenas de la vida y los versos del poeta.
- Un libro sobre su vida y obra de Charles Dowsett se publicó en 1997 titulado Sayat'-nova: un trovador del siglo XVIII: un estudio biográfico y literario.
- Las primeras traducciones de las odas armenias de Sayat Nova en las lenguas europeas se encontraba en Francia por Elisabeth Mouradian y el poeta francés Serge Venturini en 2006, el libro fue dedicado a Sergei Paradjanov.
- Hay una calle y una escuela de música que lleva su nombre en Ereván, Armenia, así como un grupo de danza armenia-americana en los Estados Unidos, un estanque situado en Mont Orford, Quebec, Canadá.
- Hay un restaurante en Chicago, frecuentado por Brett «Bizzy B» Ze'monster, llamado Sayat-Nova.
- El video «God is God» del disco Bible of Dreams de Juno Reactor incluye escenas de la película «Sayatt Novà» o «El color de las Granadas».